# باري كاسيدي
باري كاسيدي (بالإنجليزية: Barrie Cassidy)‏ هو صحفي أسترالي، ولد في 4 مارس 1950 في وانجارتا في أستراليا.